# Danaini
Danaini es una tribu de lepidópteros perteneciente a la familia Nymphalidae.

## Clasificación
- Subtribu Danaina Boisduval, [1833]
  - Amauris
  - Danaus
  - Ideopsis
  - Parantica
  - Tiradelphe
  - Tirumala
- Subtribus Euploeina Moore, [1880]
  - Anetia
  - †Archaeolycorea - extinto
  - Euploea
  - Idea
  - Lycorea
  - Protoploea

La mariposa fósil Archaeolycorea del Oligocene o Miocene Formación Tremembé de Brasil es colocado a menudo en esta tribu, específicamente en Euploeina, aunque no hay certeza de su ubicación.